# ساورج (الألب الجبلية)
ساورج (بالفرنسية: Saorge)‏ هي بلدية فرنسية تقع في إقليم الألب البحرية من منطقة بروفنس ألب كوت دازور في جنوب شرق فرنسا. تبلغ مساحة هذه المدينة 86.78 (كم²)، وترتفع عن سطح البحر 500 م، يبلغ عدد سكانها 434 نسمة حسب إحصاء المعهد الوطني للإحصاء والدراسات الاقتصادية سنة 2009 م. وترأس Paul Silici البلدية خلال فترة (2001-2008).

## وصلات خارجية
- صفحة البلدية على موقع المعهد الوطني للإحصاء والدراسات الاقتصادية